# Гордість і слава (фільм)
«Гордість і слава» — детективна драма Гевіна О'Коннора виробництва США. Світова прем'єра — 9 вересня 2008 року. У головних ролях Едвард Нортон та Колін Фаррелл.

## Теглайн
Правда. Честь. Вірність. Сім'я. Що ти готовий принести в жертву?

## Сюжет
Нью-йоркський поліцейський Рей виріс на поняттях добра та законності. Він фанат своєї роботи, готовий пожертвувати всім заради справедливості.
Коли відбувається вбивство чотирьох поліцейських, розслідування проводить Рей. Але все змінюється, коли він дізнається, що до вбивства, можливо, причетний його рідний брат…
Все те, у що Рей свято вірив, всі його ідеали поставлені під удар. Як вчинити: слідувати букві закону чи слідувати інтересам сім'ї?
Старший брат Рея — інспектор Френсіс Тірні, начальник їхнього зятя Джиммі, прикривав огріхи Джиммі. Але Джиммі перейшов межу і разом із своїми підлеглими зайнявся наркобізнесом. Саме його людей вбив один наркодилер, якого Джиммі вбив з пістолета Рея, підставивши його. На комісії служби внутрішньої безпеки поліції Рей відмовляється відповідати, а Джиммі говорить, що Рей вбив наркоторгівця. Рей арештовує Джиммі і коли веде вулицею на них нападає ватага, розлючена поліцейським свавіллям, забиваючи Джиммі насмерть.

## У ролях
- Едвард Нортон — Рей Тірні
- Колін Фаррелл — Джиммі Еган
- Джон Войт — Френсіс Тірні, старший
- Ноа Еммеріх — Френсіс Тірні, молодший
- Дженніфер Ель — Еббі Тірні
- Джон Ортіс — Рубен Сантьяго
- Френк Ґрілло — Едді Карбоне
- Ші Віґгем  — Кенні Даган
- Лейк Белл — Меган Еган
- Кармен Іджого — Таша
- Рамон Родрігес — Анхель Тезо
- Максиміліано Ернандес — Карлос Брагон
- Тай Сімпкінс — Метью Іган
- Раян Сімпкінс — Шеннон Іган

## Цікаві факти
- На початку планувалося, що Рея Тірні буде грати Колін Фаррелл, а роль Джиммі — Едвард Нортон.